# Panopsis parimensis
Panopsis parimensis là một loài thực vật có hoa trong họ Quắn hoa. Loài này được Steyerm. miêu tả khoa học đầu tiên năm 1987.